# Famille Silbermann
Pour les articles homonymes, voir Silbermann.

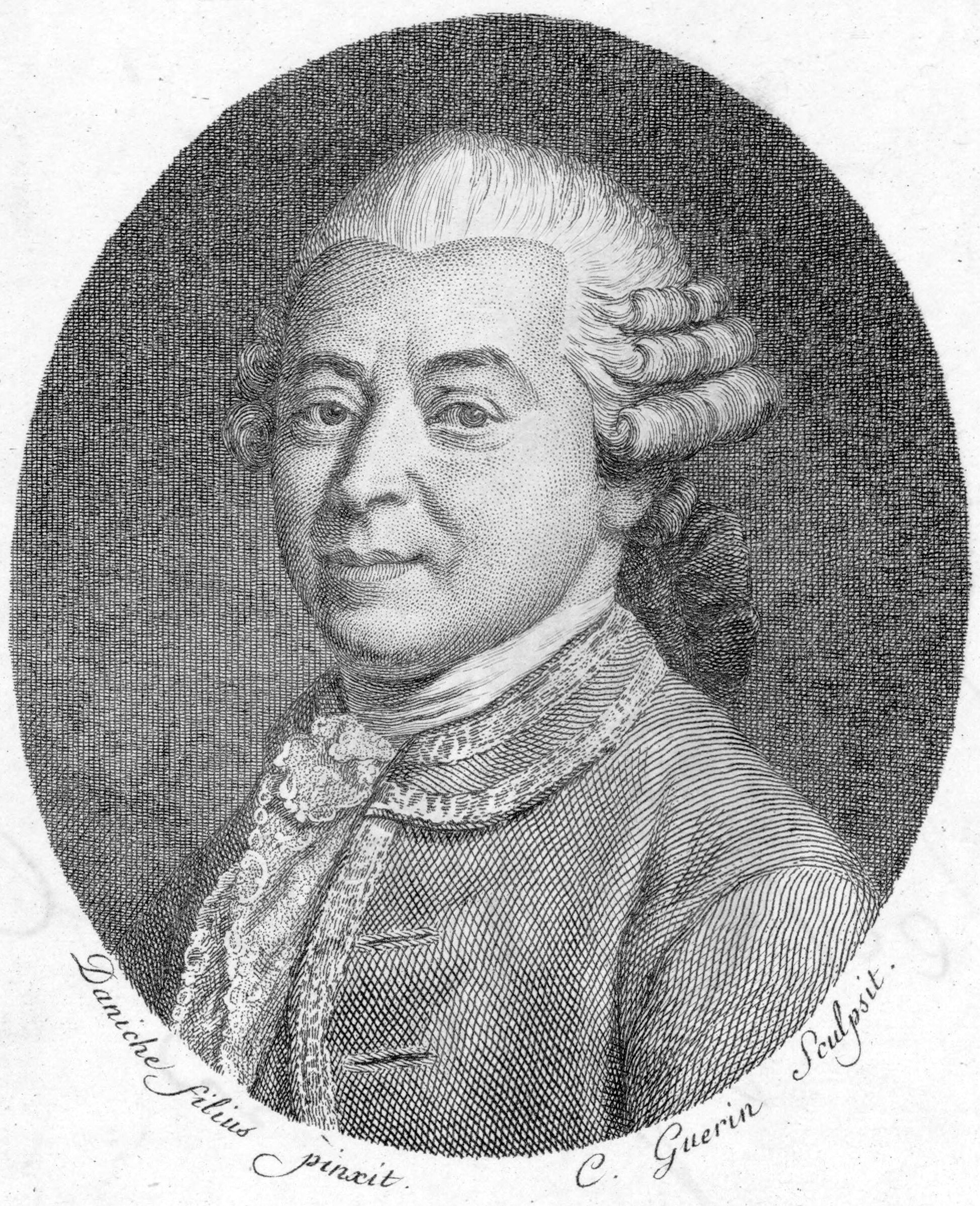
Johann Andreas Silbermann.

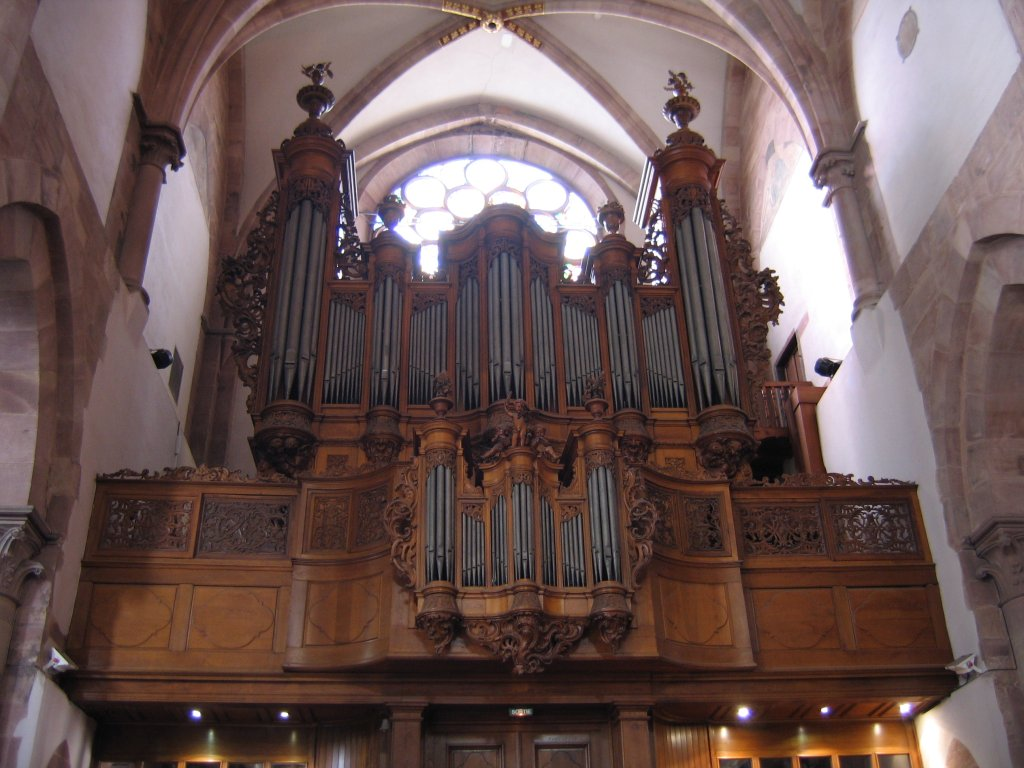
Orgue J.-A. Silbermann de l’église Saint-Thomas de Strasbourg.

Les Silbermann formaient une grande famille de facteurs d'orgue du XVIIIe siècle installée à Strasbourg, d'où leurs instruments se répandirent dans toute l'Alsace.
- André Silbermann (1678-1734). Arrivé de Saxe en Alsace en 1699, on suppose qu'il a appris son métier chez Ring. Il passe deux ans à Paris, de 1704 à 1706, chez François Thierry pour étudier la facture classique française. Il invente un tempérament utilisé en facture d’orgue. Il est à l'origine des orgues d'Ebersmunster (1732) et de Marmoutier (1709), encore en très bon état.
- Gottfried Silbermann (1683-1753). Après avoir suivi son frère André en Alsace auprès duquel il se forme à la facture d'orgue, il s'installe en Saxe en 1709, où il construit 49 instruments sans avoir vu les travaux d’esthétique classique française de son frère. Il fabrique aussi des clavicordes et des pianoforte. En Allemagne, il côtoie Jean Sébastien Bach.
- Jean André Silbermann (1712-1783), (Johann Andreas) le fils aîné d’André, laisse de nombreux manuscrits très précieux pour la facture d'orgue. Il reprend l’affaire Silbermann alsacienne et construit 57 instruments en Alsace même, en Allemagne et en Suisse, dont subsiste celui de Bouxwiller (1778). On peut cependant noter quelques restaurations d'instruments, comme en l'église Saint-Thomas de Strasbourg ou à Wasselonne (1745) qui permettent de témoigner du génie de ce facteur. À noter, l'orgue de l'église priorale de Saint-Quirin en Moselle, presque entièrement préservé et seul ouvrage de Jean-André SIlbermann conservé en Lorraine. Un de ses orgues en très bon état se trouve à l´église protestante de Gries (67240). Il a été construit en 1781 et à la fois l´instrument et son buffet sont inscrits aux monuments historiques depuis 1984. Il fera l´objet d´un relevage en 2016 afin de lui redonner sa parfaite sonorité.
- Jean-Daniel Silbermann (1717-1766), second fils d'André, est parti rejoindre son oncle en Saxe, d’où il rapporte certains jeux (par exemple le quintaton).

En quatre-vingts années de pratique, les Silbermann alsaciens ont réalisé 91 instruments et donné à la facture d’orgue alsacienne un élan qui se ressent encore au XXIe siècle.

## Discographie
- L'Art de la fugue de Jean-Sébastien Bach par Louis Thiry sur l'orgue de l'église Saint-Thomas de Strasbourg, Studio SM collection Vox Humana, 1993.
- "Soli Deo Gloria" (programme Johann Sebastian Bach) à St-Thomas de Strasbourg, Pamina (SPM 0387 561 MS, 1981) : Barbara Schmutz enregistre le deuxième disque après restauration de l'instrument[1].
- "28 juillet à Saint Thomas", Pamina (SPM 1600 320 CD, 1991) : André Stricker donne le programme type de la commémoration annuelle de la mort de Bach[2].
- "Le Grand Siècle", Pamina (SPM 1600 350 CD, 1996) : André Stricker donne le programme de la musique française adaptée au concept Silbermann[3].
- "L'Œuvre complète pour orgue" de Jean-Sébastien Bach par Ewald Kooiman, Ute Gremmel-Geuchen, Gerhard Gnann, Bernhard Klaprott, entièrement enregistrée sur des Orgues André et jean-André Silbermann, AEOLUS, 2012.